# Philipp Menckel
Johann Philipp Menckel (* 29. Oktober 1769 in Sachsenberg; † 14. März 1821 ebenda) war ein deutscher Bürgermeister und Abgeordneter im Fürstentum Waldeck.

## Leben
Menckel war der Sohn des Sachsenberger Bürgermeisters Johann Daniel Menckel (* 19. April 1712 in Sachsenberg; † 30. Dezember 1780 ebenda) und dessen Ehefrau Marie Elisabeth geborene Becker (* 9. Mai 1735 in Sachsenberg; † 16. November 1806 ebenda). Er war evangelischer Konfession und heiratete am 6. November 1794 in Sachsenberg Anna Eleonore Menckel (* 7. November 1773 in Sachsenberg), die Tochter des Johannes Menckel (1734–1816) und dessen Ehefrau Anna Eleonore Maria geborene Schlierbach (1733–1819).
Menckel war zwischen Herbst 1814 und Herbst 1819 Bürgermeister der Stadt Sachsenberg. Vom 15. Februar bis Herbst 1819 war er Mitglied des Landstandes des Fürstentums Waldeck.